# MYL3
MYL3 (англ. Myosin light chain 3) – білок, який кодується однойменним геном, розташованим у людей на короткому плечі 3-ї хромосоми. Довжина поліпептидного ланцюга білка становить 195 амінокислот, а молекулярна маса — 21 932.
| 10         |  | 20         |  | 30         |  | 40         |  | 50         |
| ---------- |  | ---------- |  | ---------- |  | ---------- |  | ---------- |
| MAPKKPEPKK |  | DDAKAAPKAA |  | PAPAPPPEPE |  | RPKEVEFDAS |  | KIKIEFTPEQ |
| IEEFKEAFML |  | FDRTPKCEMK |  | ITYGQCGDVL |  | RALGQNPTQA |  | EVLRVLGKPR |
| QEELNTKMMD |  | FETFLPMLQH |  | ISKNKDTGTY |  | EDFVEGLRVF |  | DKEGNGTVMG |
| AELRHVLATL |  | GERLTEDEVE |  | KLMAGQEDSN |  | GCINYEAFVK |  | HIMSS      |

A: Аланін

C: Цистеїн

D: Аспарагінова кислота

E: Глутамінова кислота

F: Фенілаланін

G: Гліцин

H: Гістидин

I: Ізолейцин

K: Лізин

L: Лейцин

M: Метіонін

N: Аспарагін

P: Пролін

Q: Глутамін

R: Аргінін

S: Серин

T: Треонін

V: Валін

Кодований геном білок за функціями належить до білкових моторів, міозинів, м'язових білків, фосфопротеїнів.